# 南澳街道

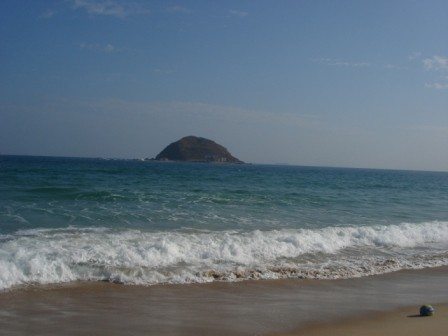
西涌

南澳街道位於中华人民共和国廣東省深圳市東面大鵬半島上，屬大鹏新区管辖，与香港水域東北面東平洲東面對望。南澳同時是深圳保持著典型漁家古風的地區之一，有龍舟競渡、漁家娶親等傳統活動。南澳灣是全街道居民最集中的區域。位於南澳灣內的漁港和“海鮮一條街”是遊人到南澳時必到之處，對面是香港水域的東平洲、印洲塘及大鵬灣，非常接近香港地域。
舊日只有靠窄狹的梅沙公路、葵南公路及葵鵬公路出入，自惠深沿海高速公路建成後，出入南澳比昔日快捷，由深圳市區前往由之前的一个小时缩短至約40分鐘。
全国著名的未开发海滩西涌位于本街道。

## 行政区划
下辖以下地区：
南澳社区、南渔社区、东渔社区、东山社区、南隆社区、水头沙社区、新大社区、东涌社区和西涌社区。

## 外部連結
- 南澳街道辦介紹